# Тайна Майерлинга
«Та́йна Ма́йерлинга» (фр. Le Secret de Mayerling) — чёрно-белый исторический кинофильм, поставленный в 1949 году режиссёром Жаном Деланнуа с Жаном Маре в главной роли.

## Сюжет
Фильм рассказывает о трагедии в Майерлинге — версиях трагической гибели кронпринца Рудольфа и его возлюбленной баронессы Марии Вечера, умерших 30 января 1889 года при загадочных обстоятельствах в замке Майерлинг недалеко от Вены в Австрии. Кроме официальной версии о самоубийстве, которая впоследствии утаивалась официальными службами, рассматривается также версия об убийстве по политическим мотивам из-за поддержки Рудольфом Венгрии в национально-освободительном движении.

## В ролях
- Жан Маре — кронпринц Рудольф
- Доминик Бланшар — Мария Вечера
- Клод Фарель — графиня Лариш
- Сильвия Монфор — эрцгерцогиня Стефания
- Жан Дебюкур — император Франц Иосиф I
- Маргарита Жамуа — императрица Елизавета
- Жак Дакмин — эрцгерцог Франц Фердинанд
- Мишель Витольд — эрцгерцог Иоганн Сальватор
- Дениз Бенуа — Анна Вечера
- Жанна Маркен — баронесса Вечера
- Жан Тулу — граф Тааффе
- Шарль Лемонтье — Лошек
- Андре Карнеж — доктор

## Съёмочная группа
- Режиссёр: Жан Деланнуа
- Продюсер: Клод Дольбер
- Сценарий: Жак Реми, Филипп Эриа, Жан Деланнуа
- Оператор: Робер Лефевр
- Композитор: Луи Бейдц
- Художники: Марсель Эскофье (по костюмам), Жан Зай, Раймон Друа

## Съёмки
- Съёмки проходили с небольшими перерывами в период с 29 сентября 1948 года по 1 апреля 1949 года.
- На открытом воздухе: регион Мюнстер, в долине между Кастельбергом и Sondernach (Эльзас). Сцена, где Рудольф и Мария остановились на постоялом дворе, чтобы поесть, снималась в доме в лесу Langenwasen.
- Интерьеры: Студии д'Эпине (Эпине-сюр-Сен, Сен-Сен-Дени).
- Премьера фильма состоялась 7 мая 1949 года.
- Режиссёрская версия фильма длиннее версии, изданной на видео. В версии, выпущенной на видео, были отрезаны конечные 7 минут по сравнению с оригиналом, о чём режиссёр фильма не был уведомлен. Это делает концовку фильма неясной, так как версия с убийством стирается.

## Издание на видео
- Во Франции фильм неоднократно выпускался на VHS и DVD. Один из последних выпусков на DVD состоялся в 2006 году.

## Другие экранизации
Трагические события в Майерлинге неоднократно привлекали внимание кинематографистов: 
- 1936 — чёрно-белый кинофильм «Майерлинг», производство Франции, режиссёр Анатоль Литвак, в ролях Шарль Буайе и Даниэль Даррьё.
- 1957 — телефильм «Майерлинг», производство США, в ролях Одри Хепбёрн и Мел Феррер.
- 1968 — цветной кинофильм «Майерлинг», совместное производство Франции—Великобритании, режиссёр Теренс Янг, в ролях Омар Шариф и Катрин Денёв.
- 2006 — цветной телефильм «Кронпринц Рудольф», совместное производство Австрии—Германии—Франции—Италии, режиссёр Роберт Дорнхельм, в главной роли Макс фон Тун.